# Kypello Ellados 1976-1977
La Coppa di Grecia 1976-1977 è stata la 35ª edizione del torneo. La competizione è terminata il 22 giugno 1977. Il Panathinaikos ha vinto il trofeo per la sesta volta, battendo in finale il PAOK.

## Primo turno
| Squadra 1           | Risultato         | Squadra 2             |
| ------------------- | ----------------- | --------------------- |
| Proodeftikī         | 1 – 3             | AEK Atene             |
| Panachaïkī          | 2 – 0             | Korinthos             |
| PAS Giannina        | 3 – 0             | Naoussa               |
| PAOK                | 3 – 0             | Panthrakikos          |
| Kampaniakos         | 1 – 1 (1 – 3 dtr) | Panathīnaïkos         |
| Ethnikos Pireo      | 3 – 1             | Apollōn Smyrnīs       |
| Īraklīs             | 1 – 0             | Panserraïkos          |
| Atromītos           | 3 – 1             | GAS Veria             |
| Apollōn Kalamarias  | 0 – 1             | Arīs Salonicco        |
| Koropi              | 0 – 1             | OFI Creta             |
| Olympiakos Liosia   | 2 – 1             | Paniōnios             |
| Panaitōlikos        | 4 – 2 (dts)       | Olympiakos Volos      |
| Ethnikos Asteras    | 1 – 0             | Pierikos              |
| Anagennīsī Epanomī  | 1 – 0             | Kavala                |
| Kastoria            | 2 – 0             | Kalamata              |
| Levadeiakos         | 2 – 4             | Trikala               |
| Lamia               | 2 – 0             | Irodotos              |
| Anagennīsī Karditsa | 1 – 0 (dts)       | Doxa Dramas           |
| Almopos Arideas     | 2 – 0             | Panarkadikos          |
| Pandramaïkos        | 0 – 1             | Fostiras              |
| Orfeas Egaleo       | 3 – 2 (dts)       | Larissa               |
| Īlisiakos           | 0 – 1             | Anagennisi Arta       |
| AO Chania           | 2 – 1 (dts)       | Skoda Xanthi          |
| Kilkisiakos         | 1 – 0             | Patrasso              |
| Kozani              | 1 – 0             | Rodos                 |
| Panelefsiniakos     | 4 – 1             | Nikī Volo             |
| Olympiacos          | 7 – 1             | Kallithea             |
| Atromitos Pireo     | 3 – 3 (3 – 4 dtr) | Panīleiakos           |
| Egaleo              | 2 – 0             | Ethnikos Sidirokastro |

## Secondo turno
| Squadra 1           | Risultato         | Squadra 2       |
| ------------------- | ----------------- | --------------- |
| Īraklīs             | 1 – 2 (dts)       | AEK Atene       |
| Panathīnaïkos       | 4 – 0             | Kozani          |
| AO Chania           | 1 – 2             | Olympiacos      |
| Arīs Salonicco      | 5 – 1             | Anagennisi Arta |
| Ethnikos Asteras    | 0 – 0 (2 – 4 dtr) | Ethnikos Pireo  |
| PAS Giannina        | 4 – 2             | Atromītos       |
| Egaleo              | 2 – 1 (dts)       | Lamia           |
| Anagennīsī Karditsa | 1 – 0             | Panaitōlikos    |
| Panachaïkī          | 1 – 1 (5 – 4 dtr) | Orfeas Egaleo   |
| Fostiras            | 2 – 1             | OFI Creta       |
| Olympiakos Liosia   | 4 – 1             | Kilkisiakos     |
| Anagennīsī Epanomī  | 2 – 0             | Panelefsiniakos |
| Panīleiakos         | 1 – 1 (5 – 6 dtr) | Almopos Arideas |

Passano automaticamente il turno:
| Squadre  |
| -------- |
| PAOK     |
| Kastoria |
| Trikala  |

## Ottavi di finale
| Squadra 1          | Risultato         | Squadra 2           |
| ------------------ | ----------------- | ------------------- |
| Panathīnaïkos      | 4 – 2             | Trikala             |
| Egaleo             | 2 – 0             | Kastoria            |
| Panachaïkī         | 1 – 0             | Arīs Salonicco      |
| Anagennīsī Epanomī | 1 – 1 (4 – 2 dtr) | Almopos Arideas     |
| PAOK               | 2 – 1             | AEK Atene           |
| Olympiacos         | 2 – 0             | Anagennīsī Karditsa |
| Fostiras           | 2 – 1             | PAS Giannina        |
| Ethnikos Pireo     | 1 – 0 (dts)       | Olympiakos Liosia   |

## Quarti di finale
| Squadra 1          | Risultato   | Squadra 2  |
| ------------------ | ----------- | ---------- |
| Olympiacos         | 2 – 1       | Panachaïkī |
| Panathīnaïkos      | 9 – 0       | Egaleo     |
| Anagennīsī Epanomī | 2 – 3 (dts) | Fostiras   |
| Ethnikos Pireo     | 2 – 3       | PAOK       |

## Semifinali
| Squadra 1     | Risultato   | Squadra 2  |
| ------------- | ----------- | ---------- |
| Panathīnaïkos | 2 – 1 (dts) | Olympiacos |
| PAOK          | 4 – 0       | Fostiras   |

## Finale
| Arbitro: | Manolis Platopoulos (Atene) |

|                               |           |                |
| Papadimitriou 29’ Vakalis 83’ | Marcatori | 43’ Terzanidis |